# 地球市民の会
特定非営利活動法人地球市民の会（ちきゅうしみんのかい、英語: Terra People Association、略称: TPA）は、佐賀県を拠点とする特定非営利活動法人（NPO）。国税庁長官による認定非営利活動法人（旧制度認定NPO法人）認定を2010年に受けている。

## 概要
古賀武夫が「佐賀の文化的な閉塞感を打破する」ことを目的に1976年に設立した「佐賀フランス研究会」が発端である。1983年、フランスだけではなく地球規模の活動をめざし、国際交流・国際協力による地域づくり、人づくりを目的とした「地球市民の会」が誕生した。2002年に特定非営利活動法人に、2010年に国税庁の認定NPO法人となった。特定の宗教的組織、政治的組織との関係はない。
2012年現在の活動エリアは、国際協力分野ではタイ、スリランカ、ミャンマー、国際交流分野では、韓国、中国、地域づくり分野では佐賀県内である。
在外事務所はミャンマー連邦のみに置かれており、シャン州の州都タウンジーなどにある。
2022年1月にフンガ・トンガ海底火山で発生した1000年に一度の大噴火で甚大な被害を受けたトンガの復興を支援するため、同年8月7日、山口久臣理事長と来佐中の駐日トンガ大使テヴィタ・スカ・マンギシが「復興に向けた支援を協働で行うパートナーシップを結ぶための覚書」に署名した。この覚書は地球市民の会とトンガ王国の間で交わされたものであるが、主権国家が他国のNPO法人との間で直接覚書を交わすのは異例中の異例。

## 沿革
- 1973年 - 「佐賀フランス研究会」設立(地球市民の会の前身)[4]
- 1980年 - 「古賀英語道場・佐賀日仏文化会館」設立[4]
- 1983年 - 「地球市民の会」設立[4]
- 2002年 - NPO法人格取得
- 2008年 - 創始者 古賀武夫 逝去[5]
- 2010年 - 国税庁長官より認定NPOとして認定
- 2011年 - ASC2008認証

## おもな褒賞
- 1988年 - サントリー地域文化賞
- 1989年 - 国際交流基金地域交流振興賞
- 1994年 - 佐賀県県政功労者賞
- 1996年 - 厚生大臣表彰
- 1996年 - 自治大臣表彰
- 2000年 - 外務大臣表彰
- 2002年 - 西日本国際財団アジア貢献賞
- 2006年 - 文部科学大臣奨励賞